# Mobara, Chiba
Mobara (茂原市 Mobara-shi) là một thành phố thuộc tỉnh Chiba, Nhật Bản.